# Volvo PV 36 Carioca

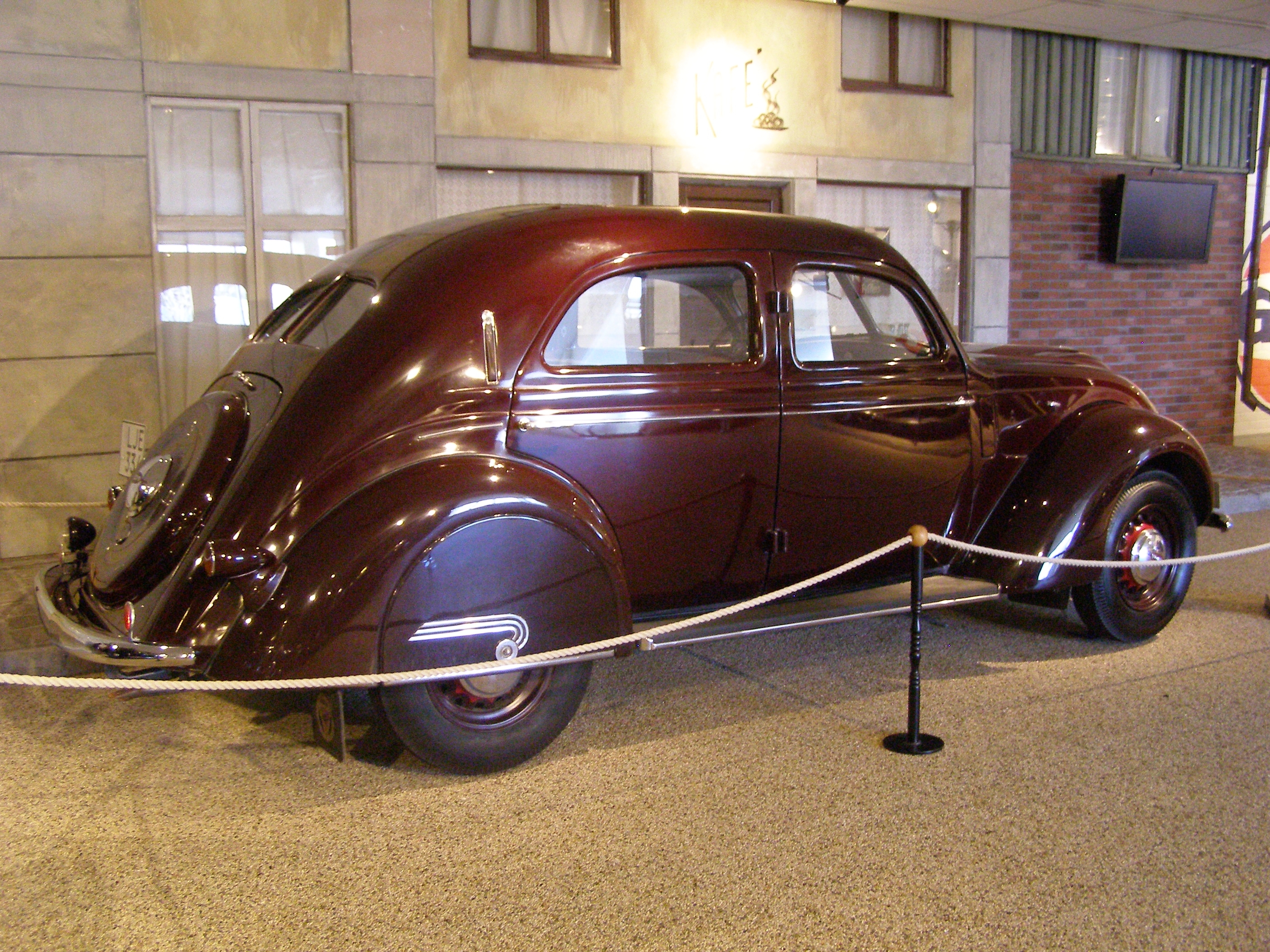
Vista traseira do Volvo PV 36 Carioca

O Volvo PV 36 Carioca é um carro de luxo fabricado pela Volvo Cars entre 1935 e 1938. A palavra Carioca descreve alguém da cidade do Rio de Janeiro, e também era o nome de uma dança que estava na moda na Suécia na época em que o carro foi introduzido.
Visualmente, o carro tinha um estilo semelhante ao então surpreendentemente moderno Chrysler Airflow e Hupmobile Model J Aero-dynamic. O estilo da Volvo foi fortemente influenciado pelas tendências de design automotivo da América do Norte nas décadas de 1930 e 1940, muitos dos engenheiros seniores da empresa tendo trabalhado anteriormente na indústria automobilística dos EUA.
O PV36 foi o primeiro Volvo a oferecer suspensão dianteira independente, mas o carro usava o mesmo motor de válvula lateral dos carros tradicionais da Volvo que ainda eram produzidos ao lado do moderno Carioca. O PV36 era um carro caro, custando 8.500 coroas suecas e a Volvo não fabricou mais de 500. O último só foi vendido em 1938.